# Йохан Щевер
Йохан Йоахим Щевер (на немски: Johann Joachim Stever) е немски офицер, служил по време на Първата и Втората световна война.

## Биография

#### Ранен живот и Първа световна война (1914 – 1918)
Йохан Йоахим Щевер е роден на 27 април 1889 г. в Берлин, Германска империя. Постъпва в армията през 1908 г. като офицерски кадет. През следващата година е произведен в лейтенант. Участва в Първата световна война и след края ѝ се присъединява към Райхсвера.

##### Междувоенен период
На 1 декември 1935 г. е издигнат в чин оберст. През 1938 г. е назначен за началник-щаб на 15-и корпус. На 1 юни 1939 г. е издигнат в чин генерал-майор. На 11 февруари 1940 г. му е поверено командването на 4-та танкова дивизия, а на 15 декември същата година на 336-а пехотна дивизия. На 1 юни 1941 г. е издигнат в чин генерал-лейтенант, а на 25 юни 1942 г. е изпратен да ръководи 399-и военен район (Oberfeldkommandantur 399) в Мелитопол, СССР. На 10 ноември 1943 г. е зачислен към група армии „Център“. Пенсиониран е на 30 април 1944 г. поради чести здравословни проблеми.

##### Пленяване и смърт
В края на войната е пленен от съветските войски. Умира през ? май 1945 г.

## Военна декорация
- Германски орден Железен кръст (1914) – II (?) и I степен (?)